# Хирокин
S/2004 S 19, наричан още Хирокин е естествен спътник на Сатурн. Откритието е направено от Скот Шепърд, Дейвид Джуит, Ян Клайн и Брайън Марсдън на 26 юни 2006 чрез наблюдения направени между 12 декември 2004 и 30 април 2006 г.
Хирокин е около 8 km в диаметър и орбитира около Сатурн на средна дистанция 18 168.3 млн. мили за около 914 292 дена. Инклинация 153.3° към еклиптиката в ретрогадна посока.
Наименован е през април 2007 на Хирокин, великанка от племето на йотуните в Норвежката митология.